# Alfred Engelhard

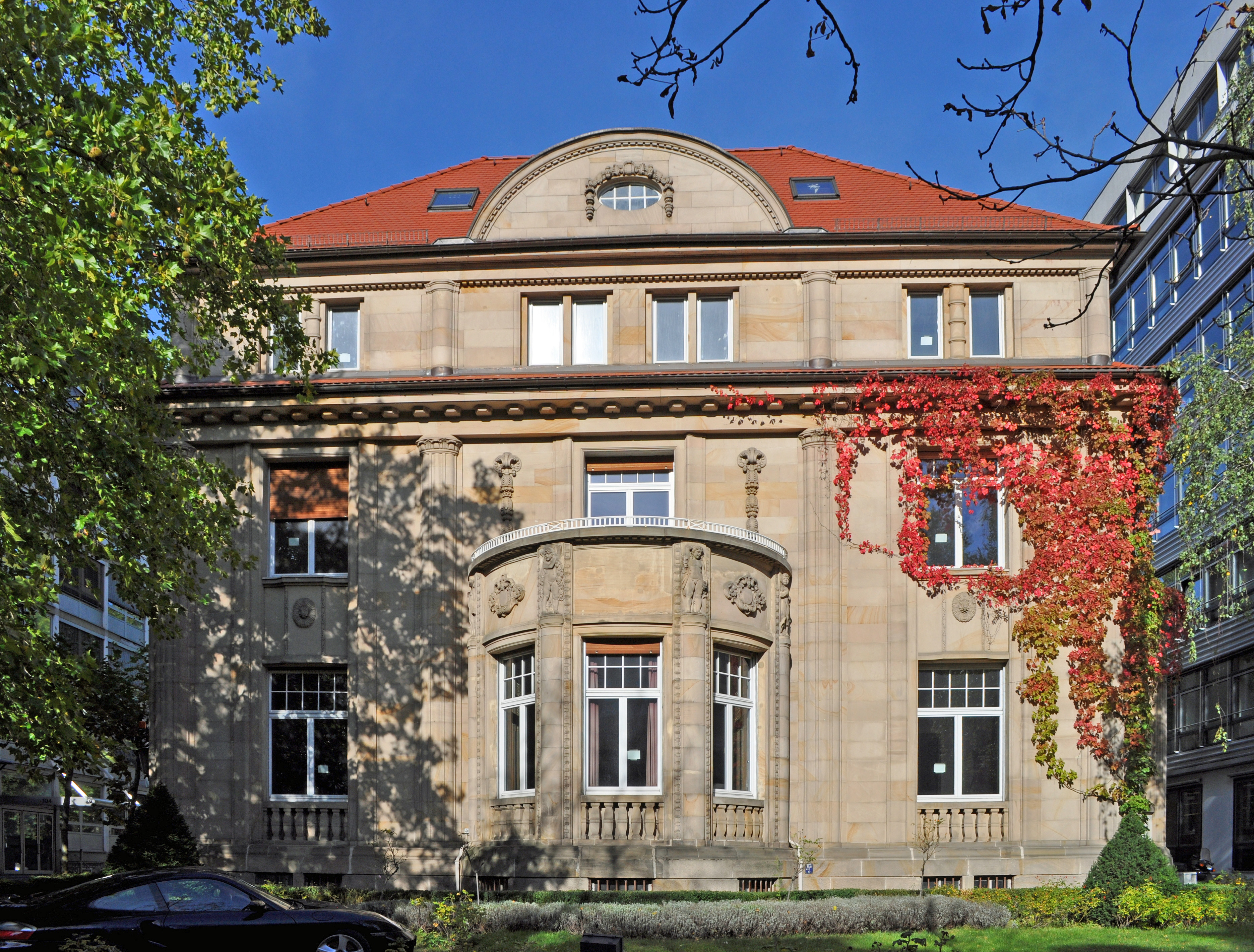
Bockenheimer Landstraße 102

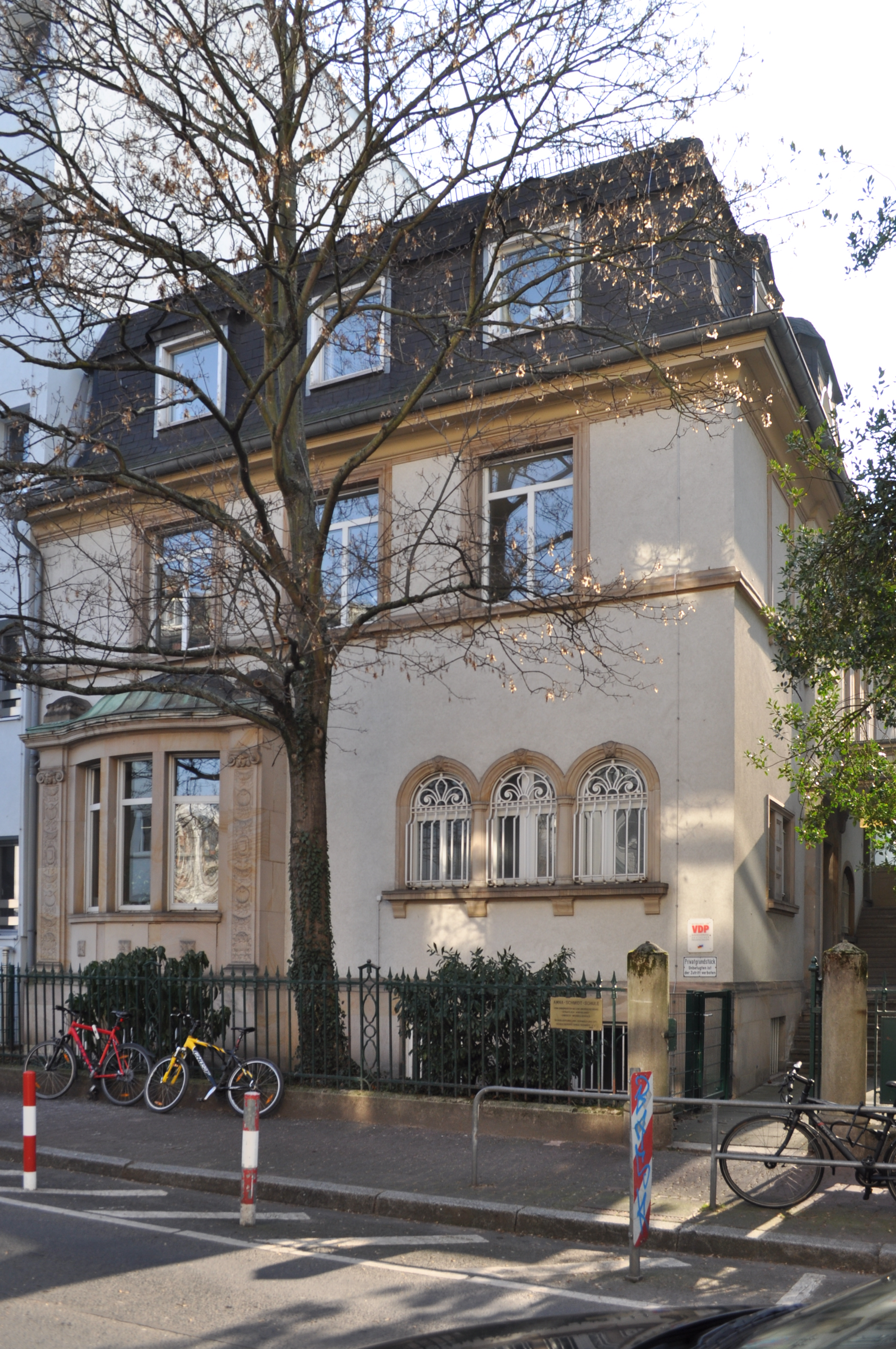
Gärtnerweg 29

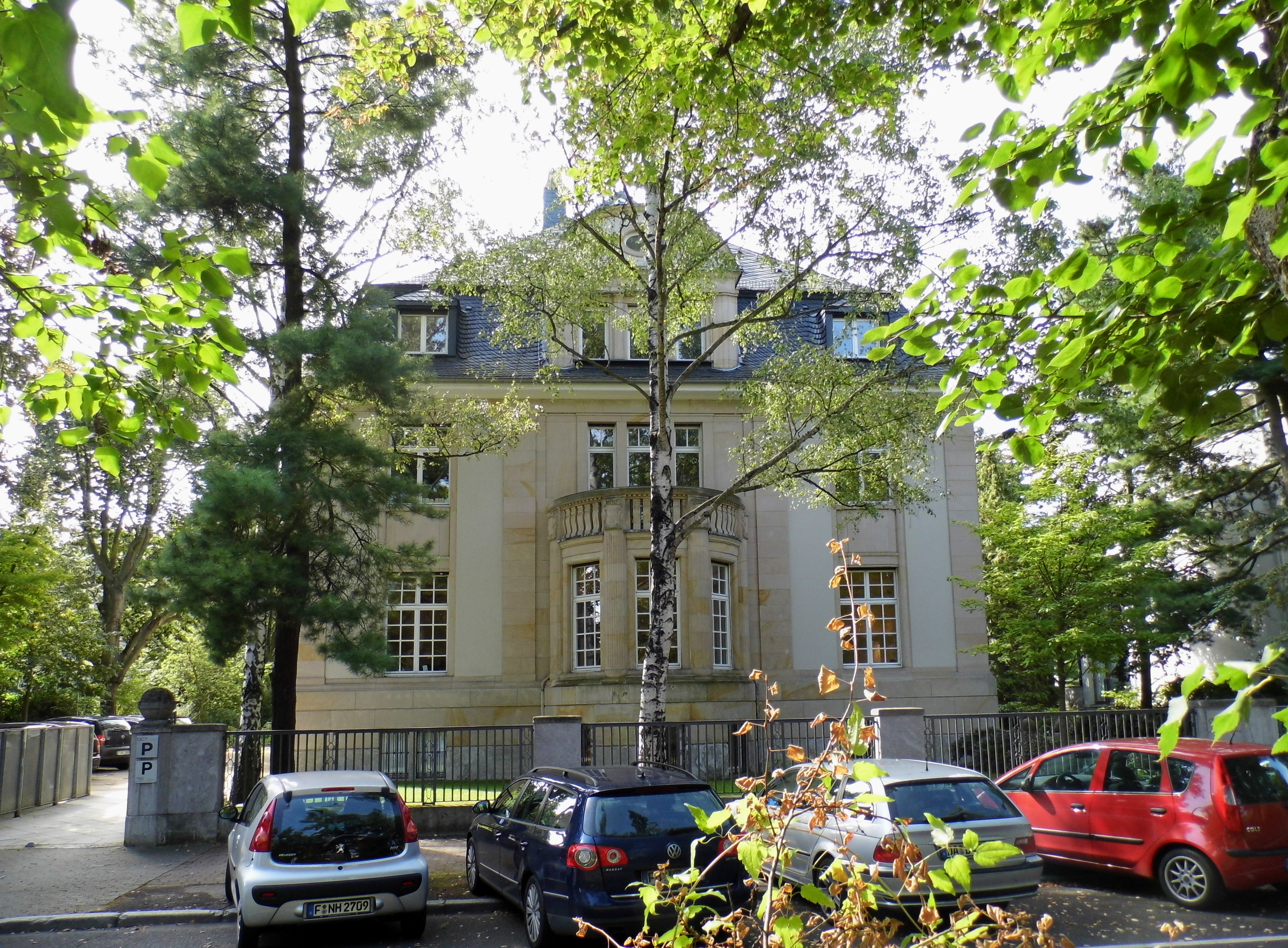
Zeppelinallee 77

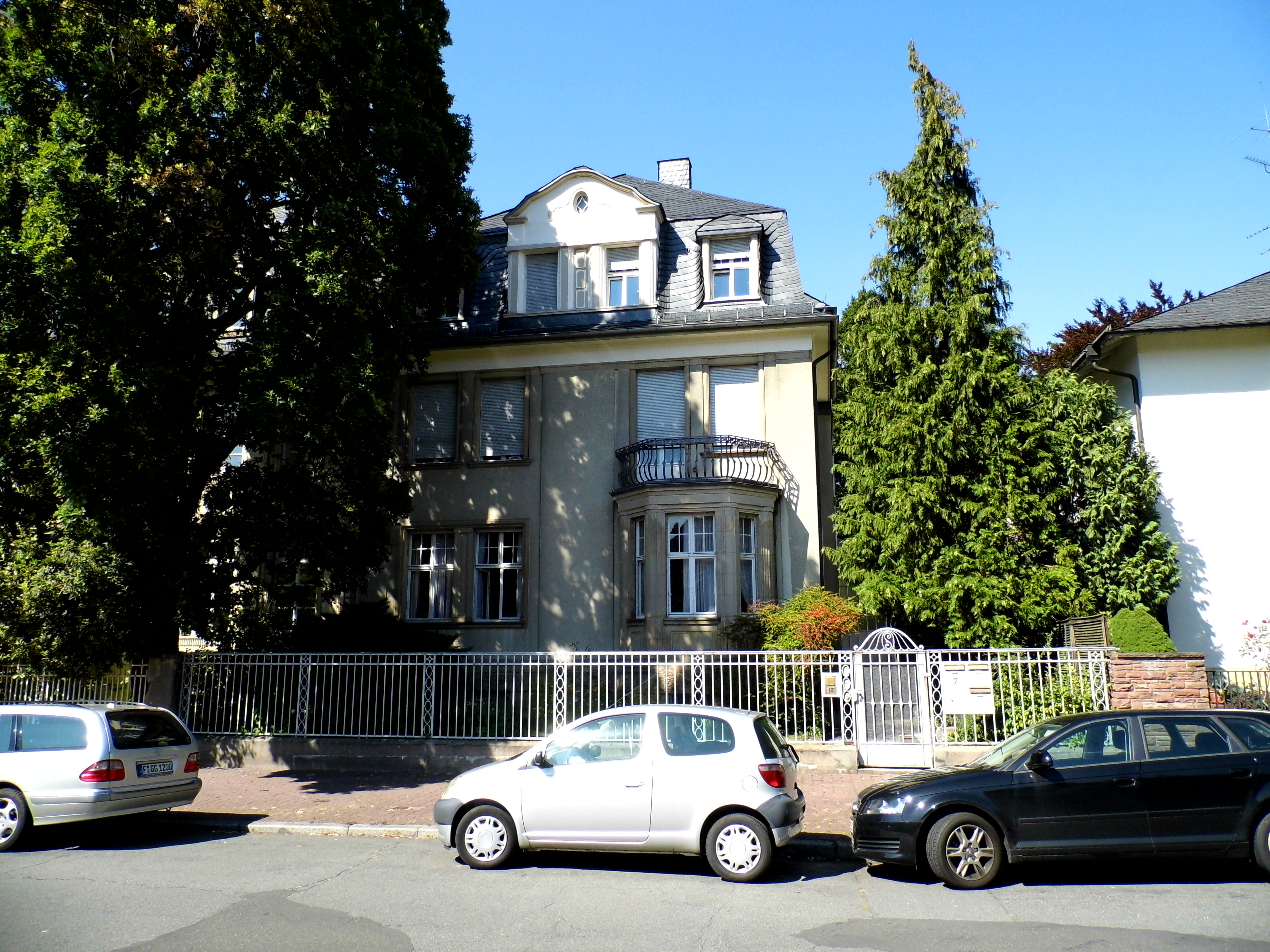
Broßstraße 7

Alfred Bruno Engelhard (* 7. Dezember 1867 in Offenbach am Main; † 13. Januar 1941 ebenda) war ein deutscher Architekt in Frankfurt am Main.

## Leben
Alfred Engelhard war der Sohn des Unternehmers Otto Engelhard, Teilhaber der Firma Collet & Engelhard. Während sein Bruder Armin Engelhard (1869–1927) das väterliche Unternehmen fortführte, wurde Alfred Engelhard Architekt. Während seines Studiums wurde er 1887 Mitglied der Stuttgarter Sängerschaft Schwaben.
Er ließ sich zunächst in Barmen nieder und zog am 12. Juni  1902 nach Frankfurt am Main. 1909 gründete er dort die Firma Alfred Engelhard & Cie., Architekten, Bauausführungen. Mitinhaber dieses Geschäftes mit Sitz in der Krögerstraße 2 waren die Architekten Karl Deutschmann und Josef Geittner.

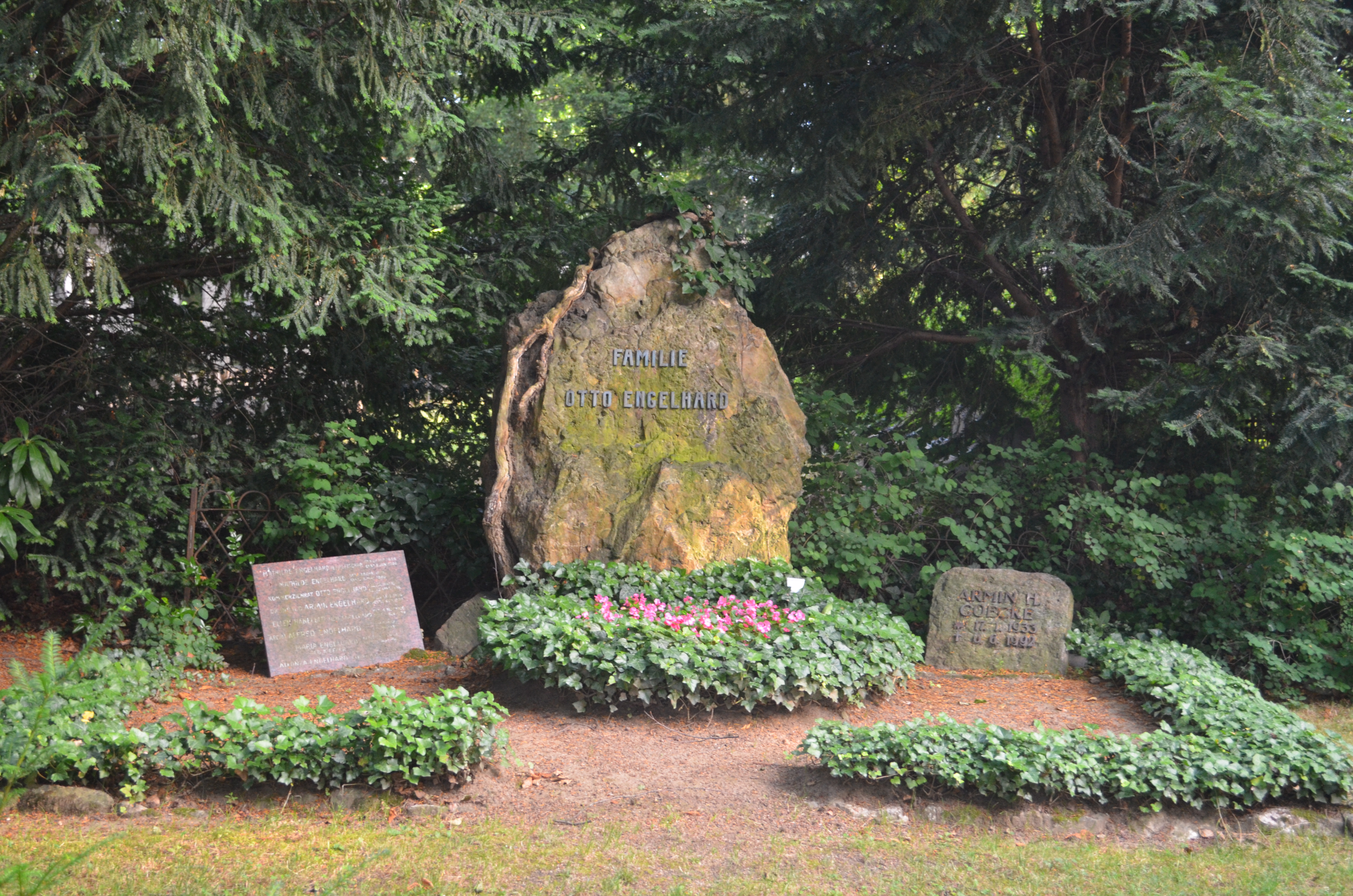
Familiengrab

Alfred Engelhard heiratete Alfonza Risch (* 24. November 1878 in Kupferdreh; † 23. Dezember 1966 in Offenbach). Am 4. Juli 1900 wurde in Poppelsdorf der gemeinsame Sohn Curt Engelhard geboren. Er ist im Familiengrab auf dem Alten Friedhof Offenbach begraben.

## Bauten
Alfred Engelhard war der Architekt des Mausoleum Hermann Weil, des Anspacher Opel-Jagdhauses und vieler Frankfurter Bauten, von denen einige unter Denkmalschutz stehen. 1916 veröffentlichte er einen Bildband mit dem Titel Ausgeführte Bauten, in dem er eine Reihe seiner Bauten vorstellte.
| Adresse                                                 | Ortsteil        | Objekt | Jahr      | Bauherr                                           |
| ------------------------------------------------------- | --------------- | --- | --------- | ------------------------------------------------- |
| Am Herrenhof 2                                          | 0               | Wohnhaus | 1912      | 0                                                 |
| Am Kirchberg 24                                         | Eschersheim     | Mehrfamilienwohnhaus | 1919      | 0                                                 |
| Am Leonhardsbrunn 4                                     | Bockenheim      | Einfamilienhaus | 1926      | 0                                                 |
| Arndtstraße 39                                          | 0               | Mehrfamilienwohnhaus | 1912      | Alfred Engelhard                                  |
| Auf dem Mühlberg 30                                     | 0               | Villa von Kremsky | 1916      | Witwe Ulrike von Kremski (1874–1943)              |
| Auf der Insel 14                                        | 0               | Wohnhaus | 1911      | 0                                                 |
| Berkersheimer Bahnstraße 9–11                           | 0               | Mehrfamilienwohnhaus | 1912      | 0                                                 |
| Berkersheimer Bahnstraße 23                             | 0               | Wohnhaus | 1911      | 0                                                 |
| Berkersheimer Obergasse 10                              | 0               | Wohnhaus | 1912      | 0                                                 |
| Berkersheimer Untergasse 13                             | 0               | Wohnhaus | 1912      | 0                                                 |
| Bettinaplatz 59                                         | Bockenheim      | Wohnhaus (zerstört) | 1913      | Stadtverordneter Ernst Benecker (1869–1926)       |
| Bettinaplatz 65 (heute 5) / Beethovenstraße 16/18       | Bockenheim      | Mehrfamilienwohnhaus-Gruppe in geschlossener Bebauung Haus Bettinaplatz 5 mit Veränderungen erhalten, Häuser Beethovenstraße 16 und 18 zerstört | 1912–1913 | Baugeschäft A. Engelhard & Cie.                   |
| Blanchardstraße 7                                       | Bockenheim      | Wohnhaus | 1927      | 0                                                 |
| Bockenheimer Landstraße 101                             | Westend         | Mehrfamilienwohnhaus (nicht erhalten) | 1892      | Chemiker Dr. Fritz Hallgarten                     |
| Bockenheimer Landstraße 102                             | Westend         | neoklassizistische Villa (unter Denkmalschutz; umgenutzt)                                                                                       | 1912      | Korvettenkapitän a. D. Anton Hoffmann (1872–1934) |
| Böcklinstraße 14                                        | Sachsenhausen   | Mehrfamilienwohnhaus (erhalten) | 1925      | Cassella-Direktor Georg Kalischer (1873–1938)     |
| Broßstraße 5–7                                          | Bockenheim      | Doppelwohnhaus (unter Denkmalschutz) | 1911      | 0                                                 |
| Cretzschmarstraße 18                                    | Ginnheimer Höhe | Wohnhaus | 1927      | 0                                                 |
| Cronstettenstraße 18                                    | Nordend         | Wohnhaus (Doppelhaus mit Cronstettenstraße 20)                                                                                                  | 1929      | 0                                                 |
| Cronstettenstraße 20                                    | Nordend         | Wohnhaus (Doppelhaus mit Cronstettenstraße 18)                                                                                                  | 1928      | August Oetker                                     |
| Deutschordensstraße 82                                  | 0               | Einfamilienhaus | 1931      | 0                                                 |
| Eschenheimer Anlage 34                                  | 0               | Umbau in der Villa Guaita | 1922      | 0                                                 |
| Frauensteinplatz 2–4                                    | Nordend         | Einfamilienhäuser | 1929–1930 | 0                                                 |
| Fürstenbergerstraße 35                                  | 0               | Wohnhaus | 1929      | G. Stein                                          |
| Gärtnerweg 29                                           | 0               | Mehrfamilienwohnhaus (unter Denkmalschutz) | 1914      | Alfred Engelhard                                  |
| Georg-Speyer-Straße 12                                  | 0               | Gartenhaus mit Schwimmbassin | 1927      | 0                                                 |
| Ginheimer Landstraße 1                                  | 0               | Wohnhaus | 1909      | 0                                                 |
| Grillparzerstraße (zwischen Nr. 45 und 51)              | Nordend         | Mehrfamilienwohnhaus | 1914*     | 0                                                 |
| Grüneburgweg                                            | 0               | Umbau des Neuen Palais | 1925      | 0                                                 |
| Guiollettplatz 35                                       | Westend         | Einfamilienhaus (zerstört) freistehend an der Stirnseite des heutigen Elsa-Brändström-Platzes                                                   | 1913      | Georg Fleck                                       |
| Gustavsburgstraße 25–27, 31                             | Gallusviertel   | Gebäude der Maschinen- und Armaturenfabrik Alfred Teves GmbH (nicht erhalten)                                                                   | 1912      |                                                   |
| Hans-Sachs-Straße 7                                     | Bockenheim      | Villa (nicht erhalten) | 1920      | H. Weil                                           |
| Hallgartenstraße 59                                     | Nordend-Ost     | Hinterhaus eigentlich zum Kinderkrankenhaus an der Böttgerstraße                                                                                | 1910      | 0                                                 |
| Liebigstraße 49                                         | Westend         | Wohnhaus (nicht erhalten) | 1905      | Philipp Andreae ⚭ C. Andreae-Engelhard            |
| Ebersheimstraße / Marbachweg 309–315 / Silberbornstraße | Dornbusch       | Wohnblock für die Angestellten der Cassella-Farbwerke                                                                                           | 1922/1923 | Cassella AG                                       |
| Neue Mainzer Straße 37–38                               | Innenstadt      | Wohnhaus (nicht erhalten) | 1910      | R. Andreae                                        |
| Schlosserstraße 4                                       | 0               | Mehrfamilienwohnhaus | 1928      | 0                                                 |
| Schubertstraße 1                                        | Westend         | Mehrfamilienwohnhaus (nicht erhalten) | 1911      | 0                                                 |
| Schumannstraße 18                                       | Westend         | Mehrfamilienwohnhaus (nicht erhalten) | 1910      | 0                                                 |
| Taunusanlage 6 / Niddastraße 1/3                        | Westend         | Bürogebäude, bauzeitlich Geschäftshaus „Svastika“                                                                                               | 1910–1912 | Fritz Gans                                        |
| Waidmannstraße 8                                        | Sachsenhausen   | Wohnhaus | 1924–1927 | 0                                                 |
| Waldfriedstraße 2                                       | Schwanheim      | Stallungen zur Villa Waldfried | 0         | Carl von Weinberg                                 |
| Zeppelinallee 77                                        | Bockenheim      | Einfamilienhaus (unter Denkmalschutz) | 1913      | Hermann Weil                                      |